# Aldnoah.Zero
Aldnoah.Zero (アルドノア・ゼロ, Arudonoa Zero), stylisée ΛLDNOΛH.ZERO, est une série télévisée d'animation japonaise appartenant au genre mecha. Elle est réalisée par les studios A-1 Pictures et TROYCA avec une réalisation de Ei Aoki, un scénario de Gen Urobuchi, créateur original, et Katsuhiko Takayama et des compositions de Hiroyuki Sawano. La première saison est diffusée entre juillet et septembre 2014, et la seconde saison est diffusée entre janvier et mars 2015. Dans les pays francophones, la série est diffusée en simulcast par Crunchyroll.

## Synopsis
Dans un présent alternatif, les Humains se sont séparés à la suite de la découverte sur la Lune d'un portail menant vers Mars par Apollo 17. Ceux qui ont quitté la Terre forment l'Empire de Vers, une société très avancée technologiquement grâce à la découverte d'une nouvelle forme d'énergie (l'Aldnoah) mais proche de la guerre civile. En effet, la planète rouge manque de toutes les ressources vitales et les inégalités se creusent entre la classe dominante et la classe ouvrière. Une courte guerre en 1999 entre la Terre et Mars éclate, conduisant à la destruction d'une grande partie de la Lune, ces débris causant de très importants dégâts à la surface de la Terre.  
De plus, l'Empereur est extrêmement affaibli par la vieillesse et délaisse toute la gestion de la planète. Profitant de sa faiblesse, les Chevaliers Orbitaux nouent des alliances et attendent la moindre occasion pour attaquer la Terre, riche en ressources.
En 2014, la jeune princesse héritière, Asseylum Vers Allusia, est malgré tout déterminée à apaiser les relations entre les deux planètes. Ignorante des alliances qui se jouent autour d'elle, elle sollicite le Comte Cruhteo pour se rendre sur la planète bleue. Malheureusement, dans un climat de haute tension,  un attentat est commis durant la visite diplomatique de la jeune fille. Il n'en fallait pas moins pour attiser la colère des Chevaliers Orbitaux qui annoncent l'entrée en guerre de  contre la Terre...

## Personnages
Inaho Kaizuka (界塚 伊奈帆, Kaizuka Inaho)
Un jeune Terrien de quinze ans. Orphelin, il vit avec sa sœur aînée, Yuki, engagée dans l'armée. Au début de l'histoire, il communique peu avec son entourage et n'exprime que très rarement ses sentiments. Sa rencontre avec la Princesse martienne va peu à peu le changer et il va finalement tomber amoureux d'elle. Extrêmement intelligent, il devient un atout majeur de la résistance terrienne.
Slaine Troyard (スレイン・トロイヤード, Surein Toroiyādo)
Un serviteur des chevaliers orbitaux. Originaire de la Terre, il est rejeté par les Martiens à cause de ses origines. Avec la mort de son père (scientifique respecté par l'Empereur), il perd son protecteur et va être traité en esclave par Mars, et plus particulièrement par le Comte Cruhteo. De ce fait, il ne sait pas où est sa place et oscille entre aider la Terre et la Princesse (dont il est amoureux) ou bien rester fidèle à Mars. La seconde saison nous narre son ascension sociale.
Asseylum Vers Allusia (アセイラム・ヴァース・アリューシア, Aseiramu Vāsu Aryūshia)
Princesse héritière de Mars, âgée de seize ans. Son père est décédé lors du premier conflit opposant la Terre et Mars, elle est donc la dernière héritière du trône. Naïve mais profondément gentille, elle veut apaiser les tensions entre la Terre et Mars mais va être victime d'un attentat lors d'une visite diplomatique à Tokyo. Elle en échappe mais se retrouve seule avec sa jeune servante, Eddelrittuo. En rencontrant Inaho, elle découvre une nouvelle facette de la Terre et est plus que jamais déterminée à en finir avec la guerre. Celle-ci meurt à la fin de la première saison. Dans la seconde saison, on apprend qu'elle a une demi-sœur, Lemrina, qui aide Slaine à prendre petit à petit le pouvoir.
Le Comte Cruhteo (クルーテオ伯, Kurūteo-haku)
Membre des Chevaliers Orbitaux qui surveille la Terre, il est le pilote du Tharsis, un Kataphrakt (machine de guerre) martien. Âgé de trente-sept ans, c'est un homme fier et loyal qui a une grande confiance en l'Empire de Vers. Endoctriné, il méprise les Terriens mais n'est pas favorable à une entrée en guerre sauf en cas de crise majeure. L'attentat contre la Princesse le décidera à attaquer le Japon, pays qu'il devait auparavant surveiller. Il est le maître de Slaine, qu'il n'hésite pas à battre, et voit d'un mauvais œil sa proximité avec Asseylum. Fidèle à cette dernière qu'il refuse de trahir, il souhaite venger sa (prétendue) mort en conquérant la Terre au nom de l'Empereur.
Yuki Kaizuka (界塚 ユキ, Kaizuka Yuki)
Sœur aînée d'Inaho dont elle prend soin à la suite de la mort de leurs parents durant le premier conflit opposant Mars et la Terre. Âgée d'une vingtaine d'années, elle fait partie de l'armée et entraîne les lycéens en cas d'attaque de l'Empire.
Inko Amifumi (網文 韻子, Amifumi Inko)
Amie de longue date d'Inaho (au moins depuis le collège), elle n'est pas très bonne dans les études mais fait de son mieux. À la suite de l'attentat de la Princesse Asseylum et du début du Second Conflit entre Mars et la Terre, elle s'engage aux côtés de son ami dans l'armée. Elle semble être amoureuse de lui.

## Anime
La production d'Aldnoah.Zero a été annoncée en février 2014, en tant que projet réunissant Nitroplus et les studios d'animation A-1 Pictures et TROYCA. La réalisation est confiée à Ei Aoki sur une idée de Gen Urobuchi. Le scénario est signé Katsuhiko Takayama et les compositions Hiroyuki Sawano. La première saison est diffusée initialement sur Tokyo MX du 5 juillet au 20 septembre 2014,, et la seconde saison est diffusée entre janvier et mars 2015.
Dans les pays francophones, la série est diffusée en simulcast par Crunchyroll. Elle est également licenciée en Amérique du Nord par Aniplex USA.

### Liste des épisodes

#### Saison 1
| No | Titre de l’épisode en français       | Titre original de l’épisode                   | Date de 1re diffusion |
| -- | ------------------------------------ | --------------------------------------------- | --------------------- |
| 1  | Princesse de Mars                    | 火星のプリンセス Kasei no purinsesu           | 5 juillet 2014        |
| 2  | Le Jour le plus long de la Terre     | 地球の一番長い日 Chikyū no ichiban nagai hi   | 12 juillet 2014       |
| 3  | Adolescents sur le champ de bataille | 戦場の少年たち Senjō no shōnen-tachi          | 19 juillet 2014       |
| 4  | Chevalier aux trousses               | 追撃の騎士 Tsuigeki no kishi                  | 26 juillet 2014       |
| 5  | La Face cachée de l'audience         | 謁見の先で Ekken no saki de                   | 2 août 2014           |
| 6  | L'Île du souvenir                    | 記憶の島 Kioku no shima                       | 9 août 2014           |
| 7  | Rencontre improbable                 | 邂逅の二人 Kaigō no futari                    | 16 août 2014          |
| 8  | Le Jour où j'ai aperçu les oiseaux   | 鳥を見た日 Tori o mita hi                     | 23 août 2014          |
| 9  | Périphérique de réminiscence         | 追憶装置 Tsuioku sōchi                        | 30 août 2014          |
| 10 | Le Calme avant la tempête            | 嵐になるまで Arashi ni naru made              | 6 septembre 2014      |
| 11 | Assaut sur Novostalsk                | ノヴォスタリスクの攻防 Novosutarisuku no kōbō | 13 septembre 2014     |
| 12 | Même si le ciel tombe                | たとえ天が堕ちるとも Tatoe ten ga ochiru tomo | 20 septembre 2014     |

#### Saison 2
| No | Titre de l’épisode en français | Titre original de l’épisode            | Date de 1re diffusion |
| -- | ------------------------------ | -------------------------------------- | --------------------- |
| 13 | La Dormeuse de la Lune         | 眠れる月の少女 Nemureru tsuki no shōjo | 10 janvier 2015       |
| 14 | Voisins d'une autre planète    | 異星の隣人たち Isei no ninjin tachi    | 17 janvier 2015       |
| 15 | Piège circulaire               | 旋転する罠 Senten suru wana            | 24 janvier 2015       |
| 16 | L'Assaut des sables chauds     | 熱砂の進撃 Nessa no shingeki           | 31 janvier 2015       |
| 17 | L'Aube du complot              | 謀略の夜明け Bōryaku no yoake          | 7 février 2015        |
| 18 | Au-delà de la forêt profonde   | 深い森を抜けて Fukai mori o nukete     | 14 février 2015       |
| 19 | Meurtrissure au paradis        | 楽園の瑕 Rakuen no kizu                | 21 février 2015       |
| 20 | Le Prix de l'honneur           | 名誉の対価 Meiyo no taika              | 28 février 2015       |
| 21 | Au-delà des rêves              | 夢幻の彼方 Mugen no kanata             | 7 mars 2015           |
| 22 | Rencontre et Séparation        | 邂逅と訣別 Kaigō to ketsubetsu         | 14 mars 2015          |
| 23 | Prières au Ciel                | 祈りの空 Inori no sora                 | 21 mars 2015          |
| 24 | Étoile filante du temps jadis  | いつか見た流星 Itsuka mita ryūsei      | 28 mars 2015          |

### Musique
Saison 1
Générique d'ouverture
heavenly blue de Kalafina
Générique de fermeture
A/Z de Hiroyuki Sawano (épisodes 2, 3, 5, 6 et 9)
aLIEz de Hiroyuki Sawano et mizuki (épisodes 4, 7, 8, 10 et 11)
Saison 2
Générique d'ouverture
&Z de SawanoHiroyuki[nZk]
Générique de fermeture
GENESIS de Eir Aoi

### Doublage
| Personnages           | Personnages           | Voix japonaises |
| --------------------- | --------------------- | --------------- |
| Inaho Kaizuka         | Inaho Kaizuka         | Natsuki Hanae   |
| Slaine Troyard        | Slaine Troyard        | Kensho Ono      |
| Asseylum Vers Allusia | Asseylum Vers Allusia | Sora Amamiya    |